# Karl Brandt (zdravnik)
Karl Brandt, nemški general in vojaški zdravnik, * 8. januar 1904, † 2. junij 1948.

## Življenjepis
Študij medicine je opravil na univerzah v Jeni, v Freiburgu, v Münchnu in v Berlinu (1924–1928). Specializacijo je opravil na Kirurški univerzitetni kliniki Berlin (1928–1934). V tem času je vstopil v NSDAP in SS.
Tako je pričel prevzemati medicinske položaje v organizaciji SS. 1. septembra 1939 je bil dodeljen programu evtanazije.
Med letoma 1940 in 1944 je bil dodeljen LSSAH, nato pa je bil do konca vojne osebni zdravnik Adolfa Hitlerja. Istočasno je bil še Hitlerjev generalni komisar in hkrati rajhovski komisar za medicinske in zdravstvene zadeve (1942–1944) ter direktor za celotno zdravstveno oskrbo in socialne zadeve ter koordinator medicinskih raziskav (1943–1944). 5. oktobra 1944 je bil razrešen vseh položajev.
Marca 1945 ga je aretiral Gestapo, ker je na skrivaj prestavil družino na področje, ki so ga zasedli Američani. Obsojen je bil na smrt, a so ga rešili Američani. Le-ti pa so ga obsodili na smrt in 2. junija 1948 obesili, kjer je odobril medicinske poskuse v koncentrancijskih taboriščih.

## Napredovanja
- SS-Untersturmführer: 29. julij 1934;
- SS-Obersturmführer: 1. januar 1935;
- SS-Hauptsturmführer: 1936;
- SS-Sturmbannführer: 9. november 1937;
- SS-Obersturmbannführer: 1938;
- SS-Standartenführer: 1. avgust 1942;
- SS-Brigadeführer: 30. januar 1943;
- SS-Gruppenführer: 20. april 1944;
- Generalarzt der Reserve: 1. marec 1943

## Odlikovanja
- Ehrendegen des RF-SS
- Totenkopfring der SS
- SA-Sportabzeichen